# Итуруп
Итуру́п (от айнского Этороп; яп. 択捉島 Эторофу; с первого описания голландцами в 1643 году и до начала XIX века — Земля Штатов, Штатенландия; на российской карте 1745 года — «шпанбергово» название Цытронной) — остров южной группы Большой гряды Курильских островов, самый крупный остров архипелага. Согласно федеративному устройству России, входит в Сахалинскую область в составе Курильского района в рамках административно-территориального устройства области и в составе Курильского городского округа в рамках муниципального устройства в области.
Принадлежность острова оспаривает Япония, которая рассматривает его территорию как часть округа Немуро префектуры Хоккайдо. По самой распространённой версии название острова Итуруп восходит к слову «этороп», что в переводе с айнского языка означает «медуза».

## Физико-географическая характеристика

### География
Итуруп отделён проливом Фриза от острова Уруп, расположенного в 40 км к северо-востоку; проливом Екатерины — от острова Кунашир, расположенного в 22 км к юго-западу.
Остров вытянут с северо-востока на юго-запад на 200 км, ширина составляет от 7 до 27 км. Площадь — 3174,71 км². Длина береговой линии достигает 581,9 км.
Крайними точками острова являются: на севере — мыс Тепта, на юге — мыс Рикорда, на западе — мыс Гневный, на востоке — мыс Илья Муромец. 
Он имеет своеобразные очертания с обилием крупных заливов, полуостровов и мысов, из которых наиболее крупный — полуостров Медвежий. На охотоморском побережье выдаются к западу полуострова Чирип, Пржевальского, Атсонопури, Челюсть и Клык.
Расположенный на острове мыс Козлова назван по фамилии русского путешественника, географа Петра Кузьмича Козлова.
В сушу врезаны и хорошо обособлены заливы Львиная Пасть, Доброе Начало, Одесский, Курильский, Простор. На восточной стороне вулканические массивы подходят вплотную к побережью и поэтому береговые обрывы круто погружаются в море. Здесь вычленяются заливы Рока, Касатка, бухта Медвежья.

### Геологическое строение
Состоит из вулканических массивов и горных кряжей. На острове насчитывается 20 вулканов, из них девять — действующие: Кудрявый (986 м), Меньшой/Меньший Брат (562 м), Чирип (1589 м), Богдан Хмельницкий (1585 м), Баранского (1134 м), Иван Грозный (1159 м), Стокап (1634 м), Атсонупури (1205 м), Берутарубе (1223 м).
Складчатость острова представляет собой пёструю разнообразную мозаику, в которой сочетаются горные хребты, одиночные вулканические конусы, равнинные перешейки и разноуровенные террасы.
Северная часть острова имеет преимущественно среднегорный рельеф, в котором преобладают вулканические формы. На севере полуострова Медвежий выделяется громадная вулканическая кальдера. В ней расположены конусы вулканов Демон (1205 м) и Камуй (1322 м). Там же находится самый высокий в России водопад Илья Муромец, имеющий высоту 141 м. 
Южнее находится кальдера Медвежья, имеющая диаметр 10 км. Внутри неё расположены конусы вулканов Средний, Кудрявый и Меньшой Брат.
Вулкан Медвежий высотой 1124 м. — самый древний вулкан острова.
От перешейка Ветрового до залива Касатка протягивается хребет Иван Грозный, включающий массивы гор Широкой, Верблюд, Горелой, вулканы Баранского, Грозный, Мачеха и другие.
Южнее, вдоль северо-западного побережья протянулся хребет Богатырь, образованный слившимися основаниями вулканов. Один из них, вулкан Стокап, является самым высоким на острове (1634 м). С запада к хребту Богатырь Лесозаводским перешейком примыкает одиночный конус вулкана Атсонопури, образуя одноименный полуостров.
В юго-западном направлении хребет Богатырь постепенно плавно переходит в холмистую равнину перешейка Доброго и далее — в низкогорный рельеф массива Рока. В центральной части массива выделяется кальдера Урбич с живописным озером Красивое.
По соседству с горами Рока на охотоморском побережье расположена уникальная кальдера Львиная Пасть, имеющая форму разорванного кольца. Её глубина — 504 м., а высота её надводных склонов — около 500 м. На входе в образованную данной кальдерой бухту располагается скала Камень-Лев.
Самый южный вулкан на острове — Берутарубе.
Местность острова горно-лесистая, труднопроходимая вне дорог. Поверхность перешейков холмистая или плоская. Массивы сложены скальными грунтами (преимущественно вулканическими породами). С поверхностной части покрыты щебеночными и щебеночно-суглинистыми грунтами. Равнинные участки сложены суглинистыми, а в полосе побережья — песчаными грунтами.

### Ветровой перешеек
Самое узкое место острова, перешеек Ветровой, простирается в ширину на 6,5 км.
На развитие Курильской островной дуги значительное влияние оказали обширные кальдерообразующие вулканические извержения в позднем неоплейстоцене-голоцене, которые привнесли в зону волновой переработки большое количество пемзово-пирокластического материала и тефры. На острове Итуруп образование четырех крупных кальдер обрушения в позднем неоплейстоцене-голоцене привело к выбросу около 450 км³ преимущественно дацитовой пирокластики.
Образование субаэрального Ветрового перешейка объясняется накоплением такого материала во время мощных взрывных кальдерообразующих извержений в мелководном проливе между соседними островами. Современный геоморфологический облик перешейка является следствием последующей волновой и эоловой переработки пирокластики, приведшей к формированию морских и лагунных террас.
Исследование Афанасьева и др. фокусируется на изучении существования пролива, разделяющего южную и северную части острова Итуруп в середине-конце голоцена, с точки зрения прибрежной геоморфологии. Считается, что позднеплейстоценовый взрывной вулканизм был более интенсивным и продолжительным, чем раннеголоценовые события, что привело к образованию пемзовых отложений в заливе Простор острова Итуруп. Радиоуглеродное датирование торфяника, лежащего под пемзово-пирокластическим покровом на Ветровом перешейке, указывает на события около 38 000-39 000 лет назад.
Стратиграфия, генезис и хронология голоценовых отложений на острове Итуруп изучены слабо и опираются в основном на С14-даты из залива Касатка и бухты Ольга. В устье реки Курилка были выявлены три трансгрессивные фазы осадконакопления, сопоставимые с атлантическим, суббореальным и субатлантическим периодами, с максимальным подъемом уровня моря до 3,5 метров над современным уровнем в Атлантике.
Полевые работы, проведенные в 2017-2018 гг. на Ветровом перешейке, выявили вулкано-тектонические дислокации со слоем пляжного материала, что свидетельствует о происхождении по крайней мере двух пирокластических излияний в середине-позднем голоцене. Георадарные исследования дополнили результаты ручного бурения, предоставив представление о геологических особенностях перешейка.
Отложения Ветрового перешейка включают вулкано-тектонические дислокации, пемзовую пирокластику, эолово-зольные отложения и почвенно-тефровые образования. Морфометрические параметры цокольной террасы указывают на скорость поднятия территории во время последней фазы прибрежно-морской аккумуляции, которая могла достигать 4 мм/год, что несколько выше 3,5 м/год, зафиксированных за последние 6000 тысяч лет.
Взрывной вулканизм в середине позднего голоцена значительно повлиял на морфотектонический план района Ветрового перешейка, возможно, способствуя перекрытию пролива. Подъем поверхности террасы в среднем голоцене может быть связан с этими вулканическими событиями. Согласно данной гипотезе, скорость поднятия территории во время последней фазы прибрежного морского накопления составляла около 4 мм/год. По состоянию на начало XXI века нет данных о возрасте морских георадарных фаций, выявленных в результате исследований на Ветровом перешейке.

### Гидрография
Речная сеть Итурупа преимущественно горная. Водотоки в основном короткие. Самая длинная река острова Куйбышевка (яп. Рубэцу) имеет длину 24 км, впадающая в Куйбышевский залив (яп. Рубэцу) на охотоморской стороне.
Преобладающая ширина рек составляет 5-10 м, в низовьях отдельные реки достигают 20 м. На острове насчитывается 40 нерестовых рек общей протяжённостью более 400 км и озёр общей площадью нерестилищ 790 тыс. кв.м.
Река Славная длиной 22 км — в северной части Итурупа с устьем на охотоморской стороне.
Имеется несколько крупных озёр, одно из которых — Красивое является крупнейшим нерестилищем нерки.

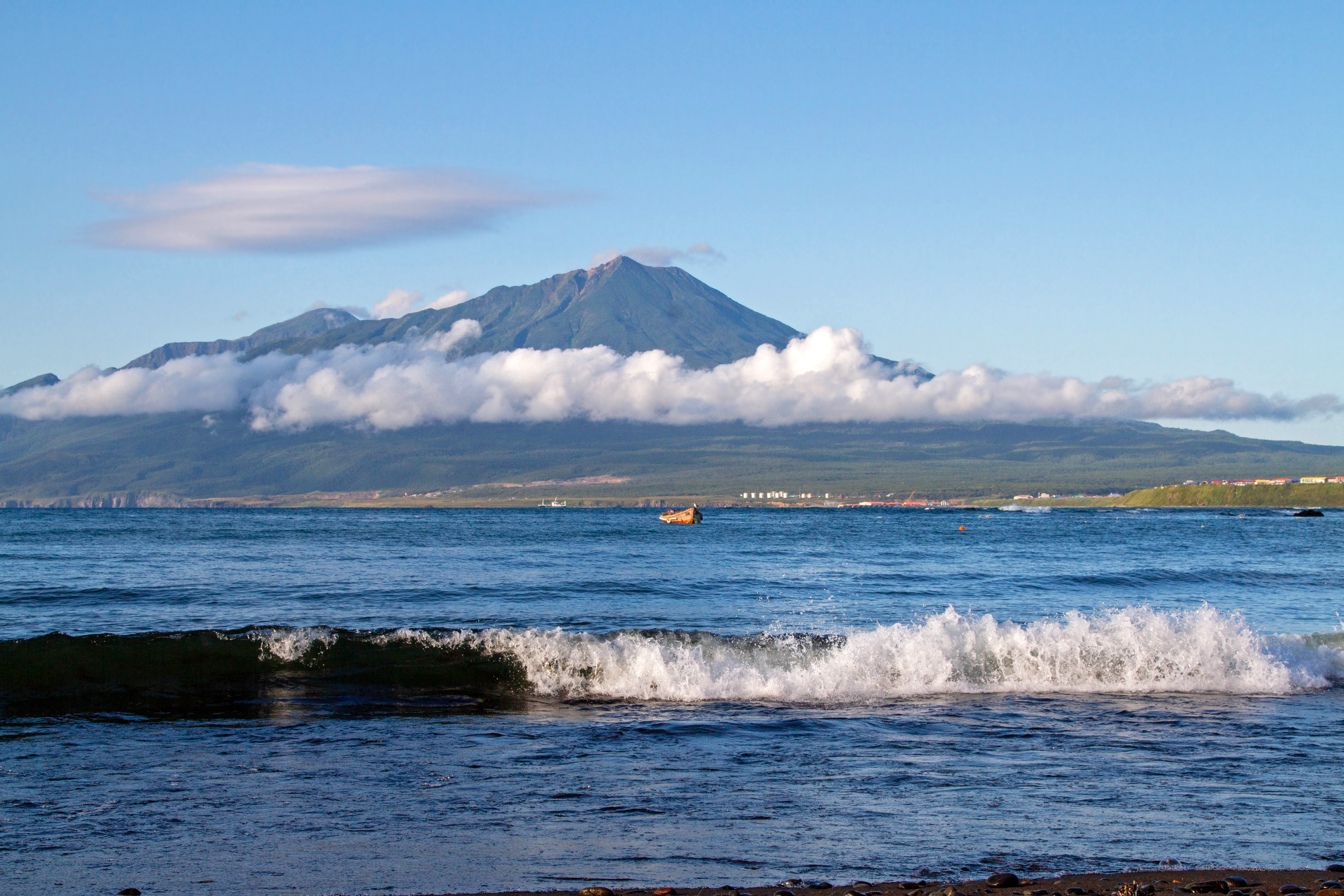
Вид на вулкан Богдан Хмельницкий
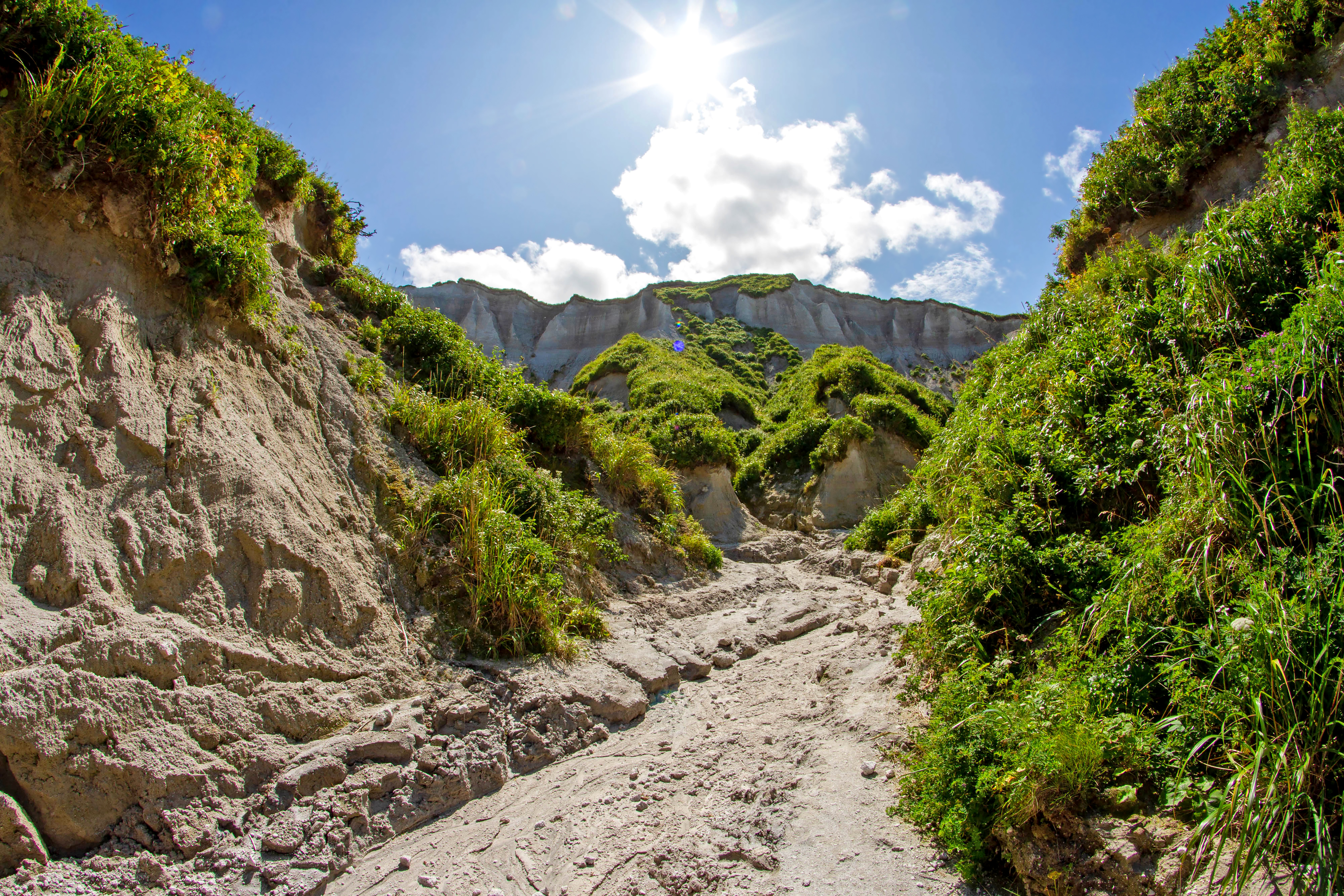
Белые Скалы
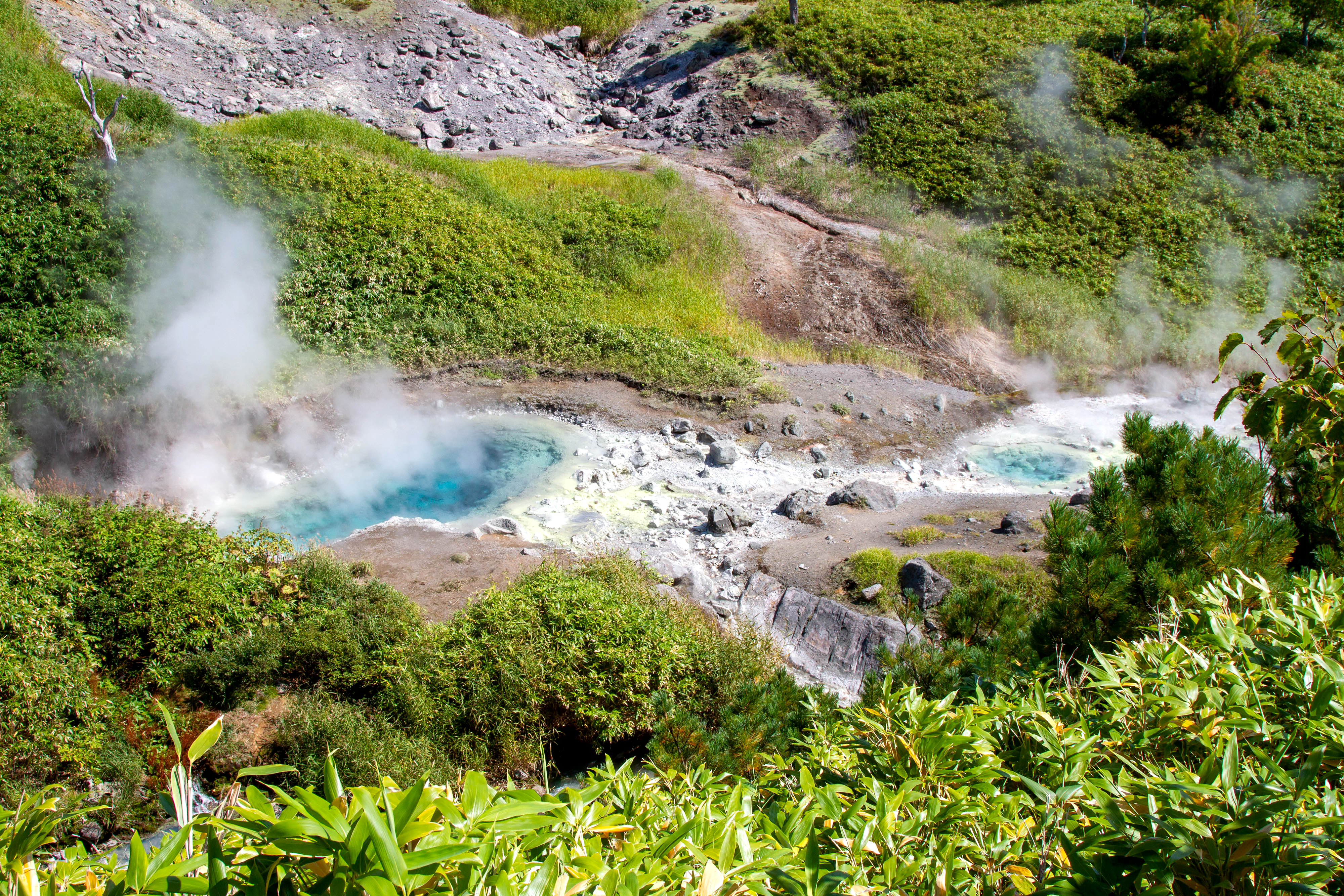
Голубые Озера
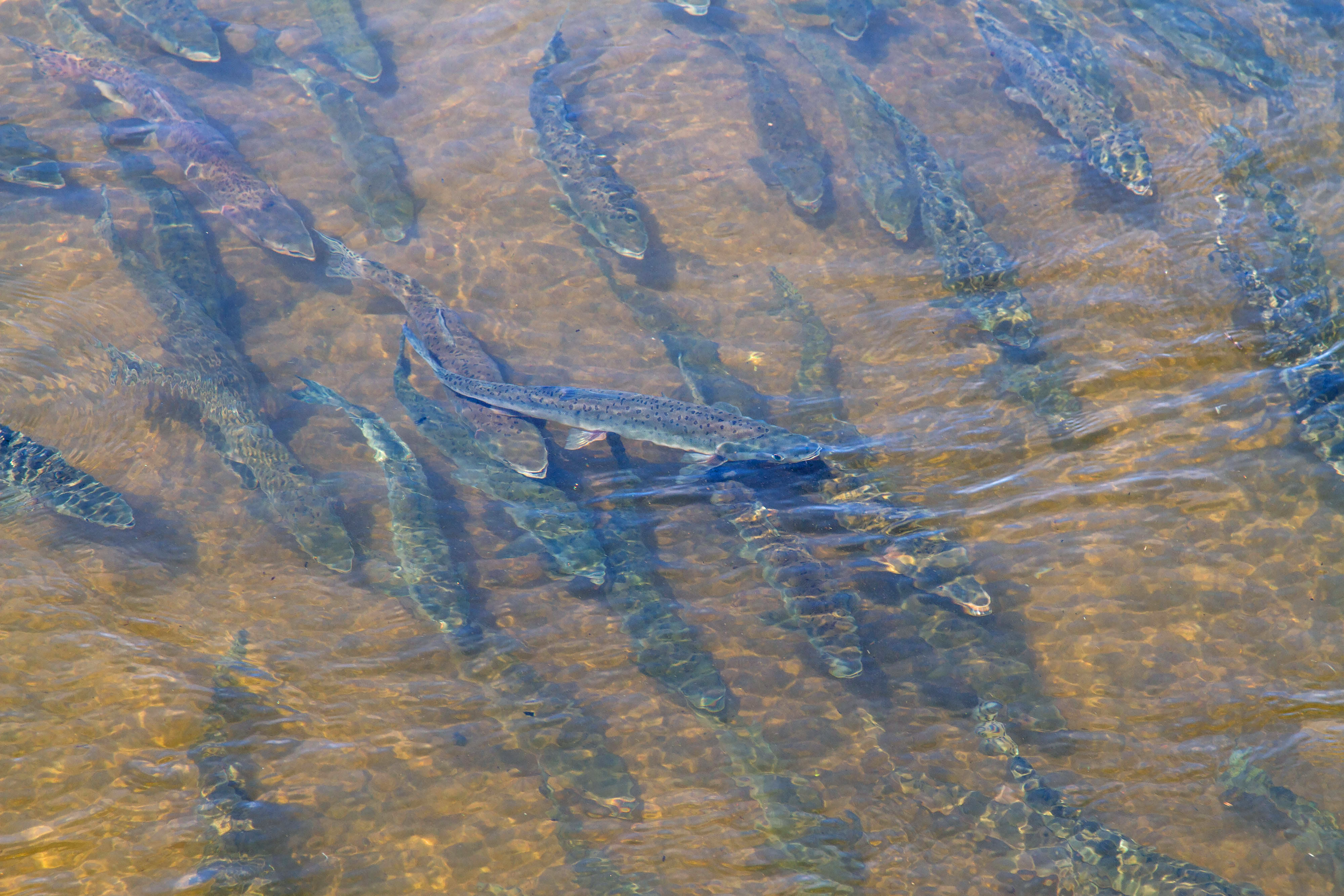
Нерест в одной из рек

На острове множество водопадов, в том числе один из самых высоких в России — водопад Илья Муромец (141 м), находящийся на полуострове Медвежий; озёра, горячие и минеральные источники.

### Острова-спутники в мористом прибрежье
У входа в залив Львиная Пасть расположен остров Камень-Лев высотой 162,4 метра. У тихоокеанской стороны расположен о. Одинокий.

## Флора
На острове учтено 872 вида сосудистых растений. Большая часть территории острова покрыта хвойными лесами из ели аянской и пихты сахалинской, в центральной части произрастает лиственница Каяндера. На юге острова встречаются широколиственные породы: дуб курчавый, клёны, калопанакс, а также черемуха ссьори, вишня курильская и несколько видов деревянистых лиан: виноград Кэмпфера, древогубец, токсикодендрон восточный, лимонник китайский, актинидия коломикта. Развиты заросли бамбука — сазы курильской, из-за которых леса и склоны гор зачастую непроходимы. На севере острова, который отличается более суровым климатом, произрастают кедровый стланик, ольха кустарниковая, различные виды кустарниковых ив и берез.

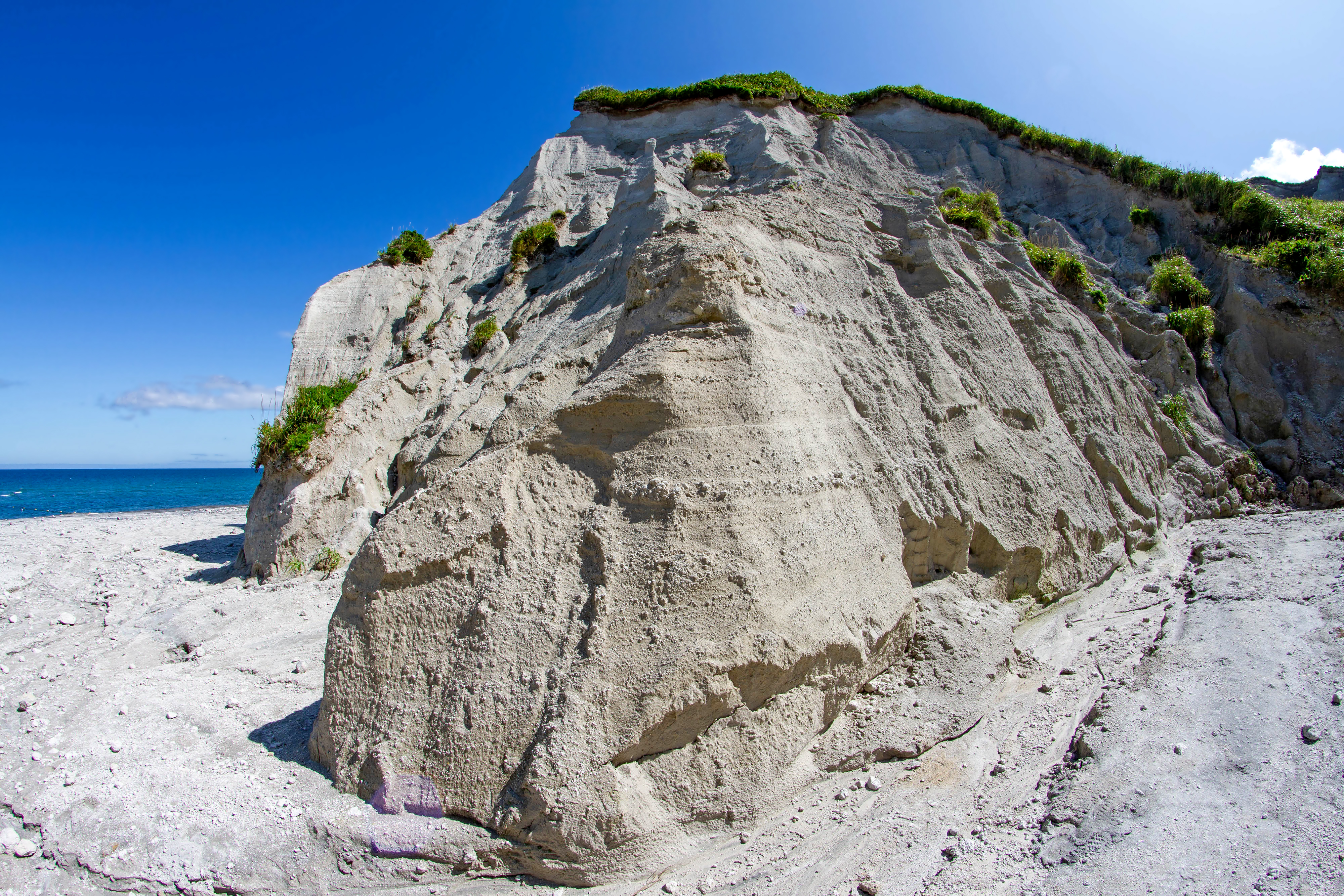
Белые скалы

Эндемики острова — астрагал кавакамский, полынь островная, эдельвейс курильский. Среди редких растений Итурупа можно выделить следующие: полушник азиатский, находящийся под угрозой исчезновения, аралии континентальную и сердцевидную, калопанакс семилопастный, кандык японский, калину Райта, кардиокринум Глена, пион обратнояйцевидный, рододендрон Фори, падуб Сугероки, двулистник Грея, болотницу жемчужную, волчелистник низкий, пион горный, можжевельник Саржента, тис остроконечный, лишайники глоссодиум японский и стереокаулон обнажённый, моховидные бриоксифиум саватье и атрактилокарпус альпийский, произрастающий у вулкана Баранского.

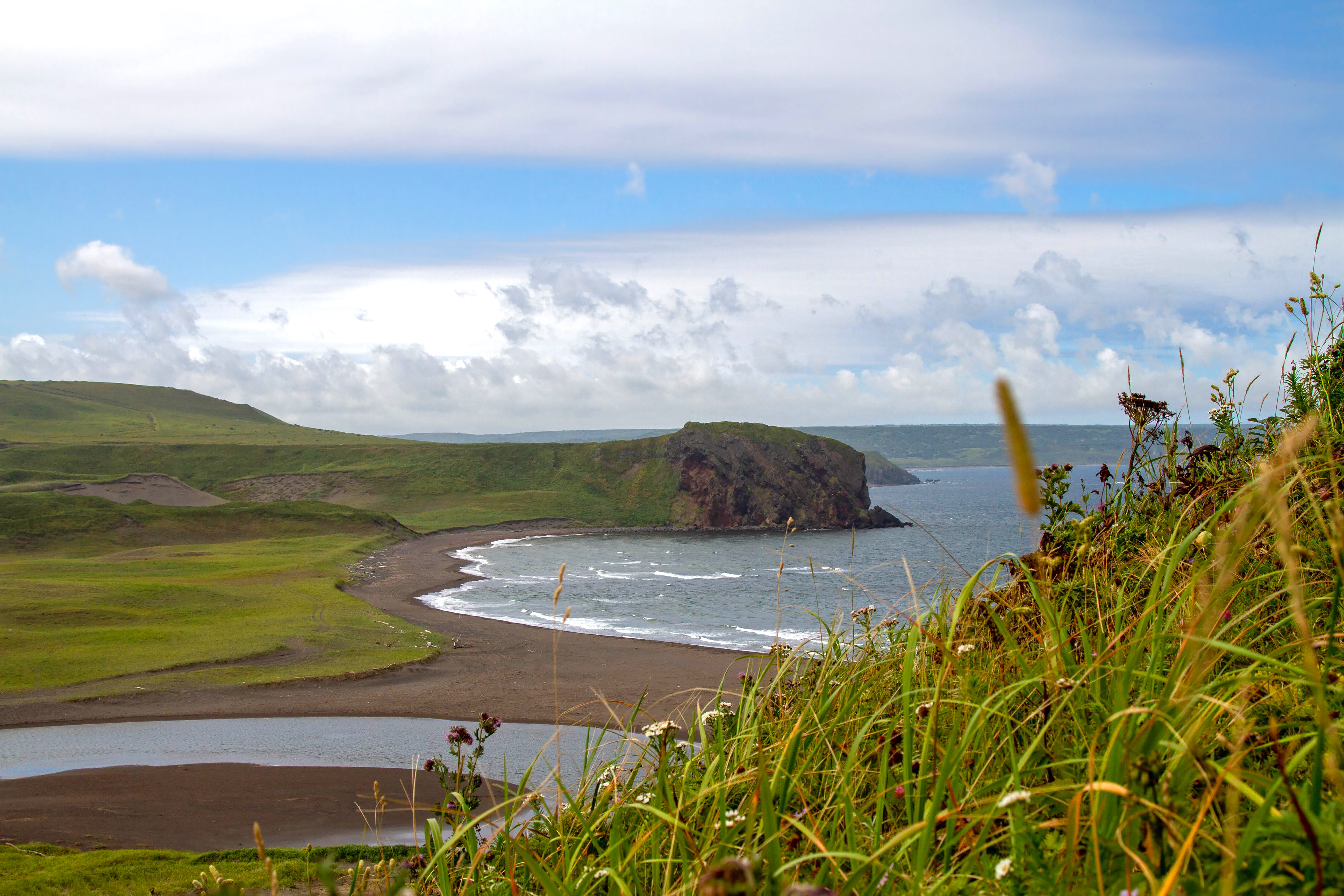
Залив Куйбышевский

На крайнем юге острова расположен государственный природный заказник «Островной».

## Фауна
Особенностью фауны Итурупа является дисгармоничность териофауны, т.е. ярко выраженное преобладание хищных млекопитающих. Соотношение хищников (лисица, норка, соболь, медведь) к потенциальным сухопутным жертвам (крыса, красносерая полёвка, домовая мышь, заяц-беляк) достигает здесь 1:1. В результате хищники вынуждены разнообразить свой рацион морепродуктами и морскими птицами, что является одной из особенностей их питания на Курилах вообще.
По всему побережью имеются лежбища ластоногих. 
На острове много мелких примыкающих к острову скал, небольших бухточек, камней, рифов, большинство из которых и служат местом сосредоточения и залегания настоящих тюленей. В частности, скопления островного тюленя учитывались в разные годы XXI века на о. Камень-Лев, ограждающем устье залива Львиная Пасть, у мыса Клык, расположенного совсем рядом с о. Камень-Лев, и на коренном берегу о. Итуруп в глубине залива-кальдеры Львиная Пасть.
Лежбища с численным преобладанием островного тюленя — и с тихоокеанской, и с охотоморской стороны, но сосредоточены ближе к северной и южной оконечностям данного продолговатого острова. Лежбища с численным преобладанием ларги немногочисленны, расположены в основном в срединном участке острова, с охотоморской и тихоокеанской стороны. Небольшое лежбище сивучей — у самой южной оконечности острова.

## Транспорт
Воздушное сообщение осуществлялось через аэродром Буревестник Минобороны России. 22 сентября 2014 года на острове открыт аэропорт гражданского пользования «Итуруп». Утром 22 сентября туда был совершён первый рейс авиакомпании «Аврора» из Южно-Сахалинска.
Морское сообщение (пассажирское и грузовое) осуществляется посредством теплохода «Игорь Фархутдинов».

## Население
Коренное население острова — айны. В настоящее время часть полностью ассимилировалась, часть же была репатриирована в Японию как подданные бывшей Японской империи вместе с этническими японцами в период с 1947 по 1949 годы.
Современное население — 6387 чел. (2007) — сформировалось в результате миграционного обмена с континентом во второй половине XX столетия.

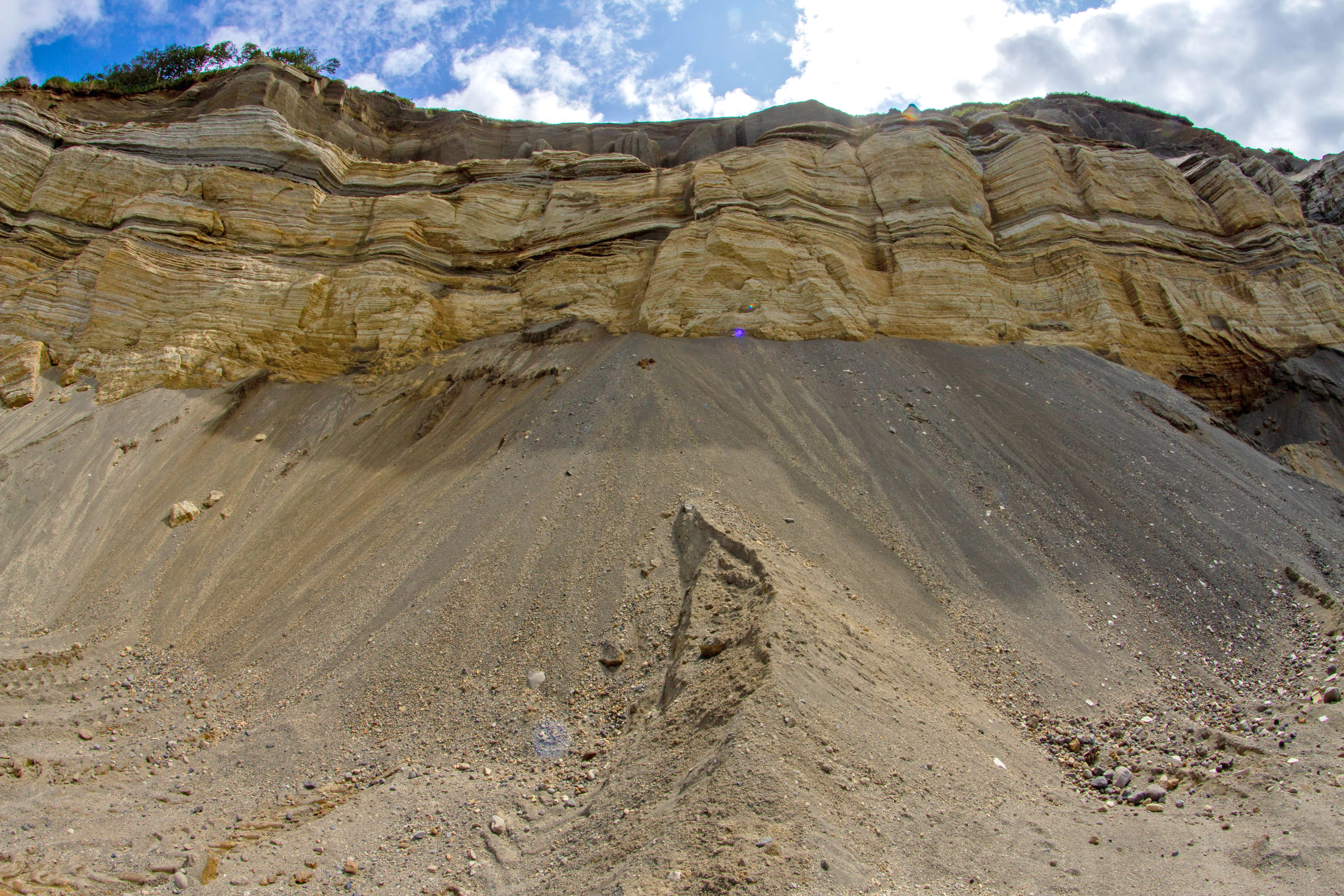
Каньон

### Населённые пункты
В центральной части острова на берегу Курильского залива Охотского моря расположен город Курильск — административный центр района и единственный городской населённый пункт острова. Сельские населённые пункты: Рейдово, Китовое, Рыбаки, Горячие Ключи (2025 чел.), Буревестник, Шуми-Городок, Горное (1757 чел.). Нежилые населённые пункты: Активный, Славное, Сентябрьский, Ветровое, Жаркие Воды, Пионер, Йодная, Лесозаводское, Берёзовка.

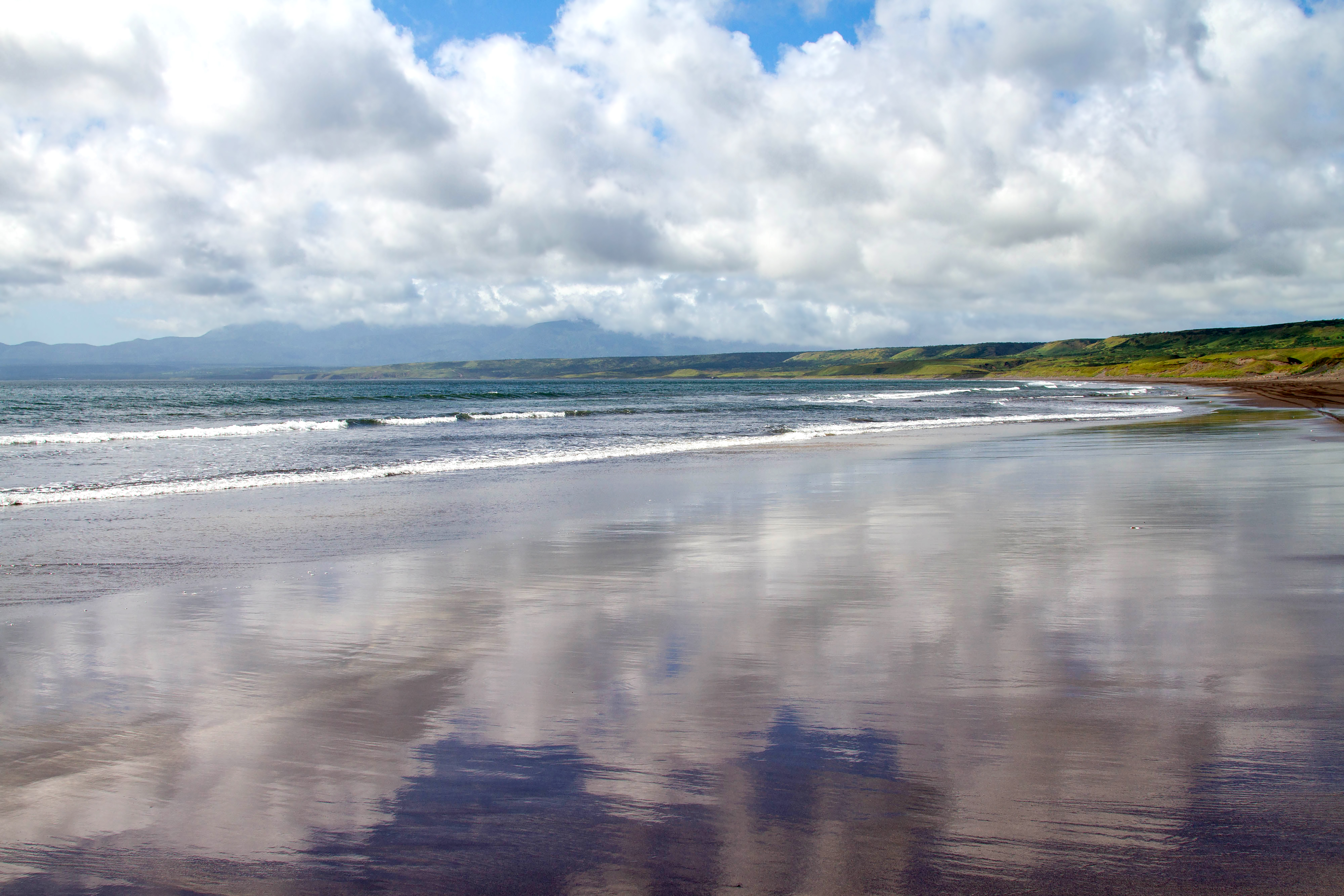
Океанское побережье

## Экономика
В 2007 году в рамках федеральной целевой программы «Социально-экономическое развитие Курильских островов на 2006—2015 годы» было заявлено о планах построить на острове международный аэропорт. В администрации муниципального образования «Городской округ „Курильский“» на строительство аэропорта планировалось выделить 1,2 млрд рублей. Глава федерального агентства воздушного транспорта Александр Юрчик заявил, что новый аэропорт будет основным аэропортом на Курилах. 22 сентября 2014 года аэропорт принял свой первый регулярный рейс компании «Аврора» из Южно-Сахалинска с 50 пассажирами на борту.

### Полезные ископаемые

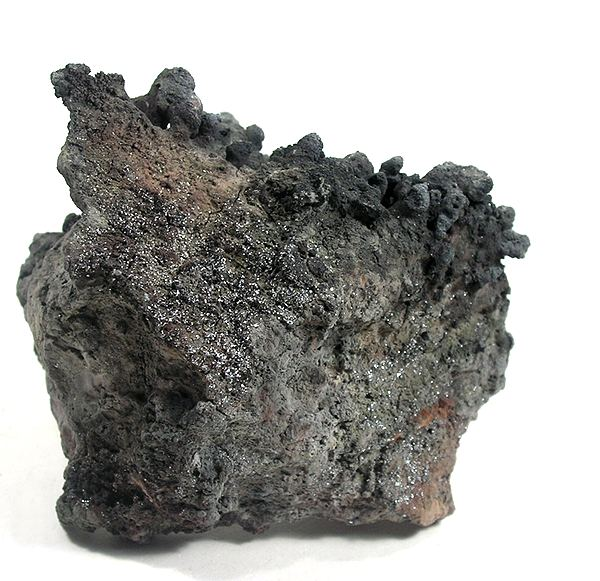
Рениит с застывшей лавой на обратной стороне. Вулкан «Кудрявый»

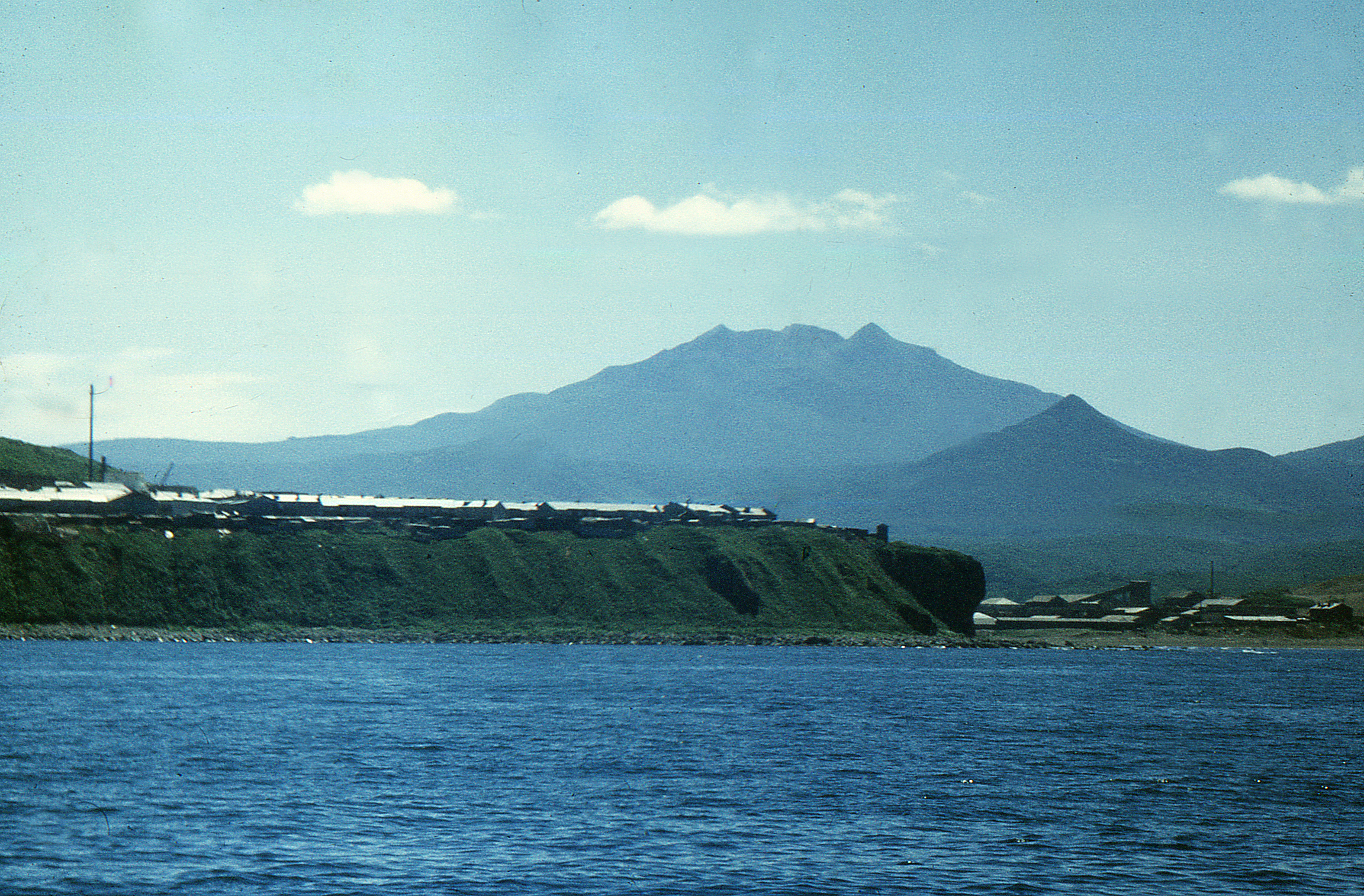
Вид с Охотского побережья (рейд города Курильска) на Вулкан Баранского, входящий в Грозный хребет

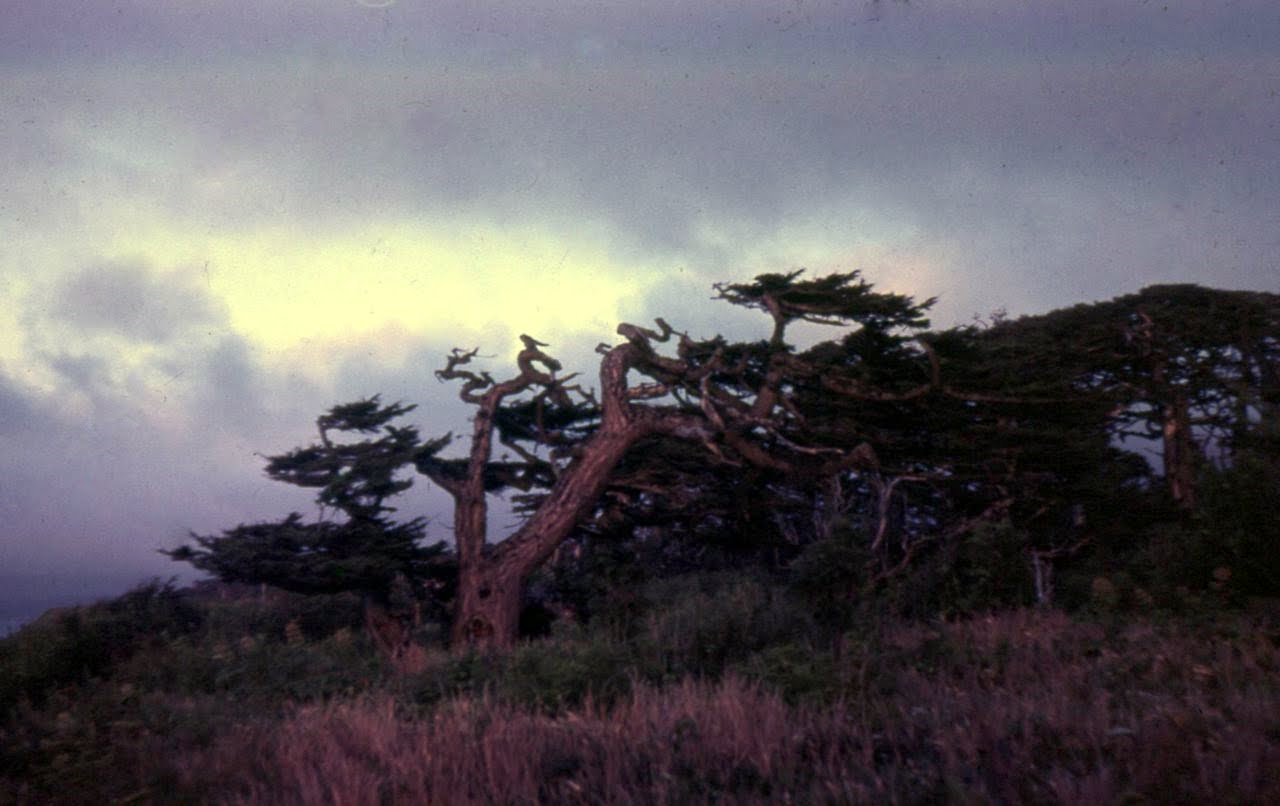
Деревья, принявшие форму буквы «Г» из-за постоянного направления ветра, 1981 год

На Итурупе находится месторождение рения. Открыто в 1992 году на вулкане Кудрявый. Месторождение представлено фумарольным полем с постоянно действующими источниками высокотемпературных глубинных флюидов — фумаролами. Рений находится в форме минерала рениит ReS2, со структурой, аналогичной молибдениту.
По данным Института вулканологии и геодинамики Российской академии естественных наук, вулкан Кудрявый каждый год выбрасывает 20 тонн рения (для сравнения, мировая добыча рения в 2003 году не превышала 30 тонн, а цена 1 кг рения составляла до 3,5 тысяч долларов). В 2003 году российские учёные успешно провели экспериментальные работы по добыче рения из дисульфида, выбрасываемого вулканом. Комментируя успех российских специалистов, «Российская газета» отмечала, что рений является стратегически ценным металлом, который используется в ВПК (в первую очередь, в аэрокосмической сфере). Крупнейший специалист в области редких тугоплавких металлов Е. М. Савицкий писал: «Многие редкие элементы пока ещё мало применяются в промышленности из-за недостаточного знания их свойств. У рения же открыто так много положительных качеств, что он стал остродефицитным металлом. Любые его количества будут поглощены промышленностью. Рений — это надежность, прочность, качество». Высокотемпературная редкометалльная парогазовая система вулкана Кудрявый на острове Итуруп уже четверть века привлекает внимание исследователей, с момента обнаружения в продуктах фумарола редкометалльной минерализации.
Заместитель директора Института минералогии, геохимии и кристаллохимии редких элементов (ИМГРЭ) Министерства природных ресурсов и РАН, доктор геолого-минералогических наук А. Кременецкий отметил, что извлечение рения на острове является экономически целесообразным. По словам учёного, помимо рения существует также возможность извлечения висмута, индия, германия, серебра, золота и селена. Кременецкий подчеркнул: «Лишь бы только уникальное вулканическое месторождение на острове Итуруп не оказалось тоже в зарубежье».
Ранее СССР добывал рений в Казахстане и Средней Азии. Подчёркивая важность добычи рения, «Независимая газета» писала: «Бог послал России вулкан Кудрявый на острове Итуруп, где этого рения — настоящие кладовые!».
На Итурупе находится крупное месторождение самородной серы (более 4 млн тонн), хорошо видное с моря при подходе к Курильску между вулканами Чирип и Богдан Хмельницкий.

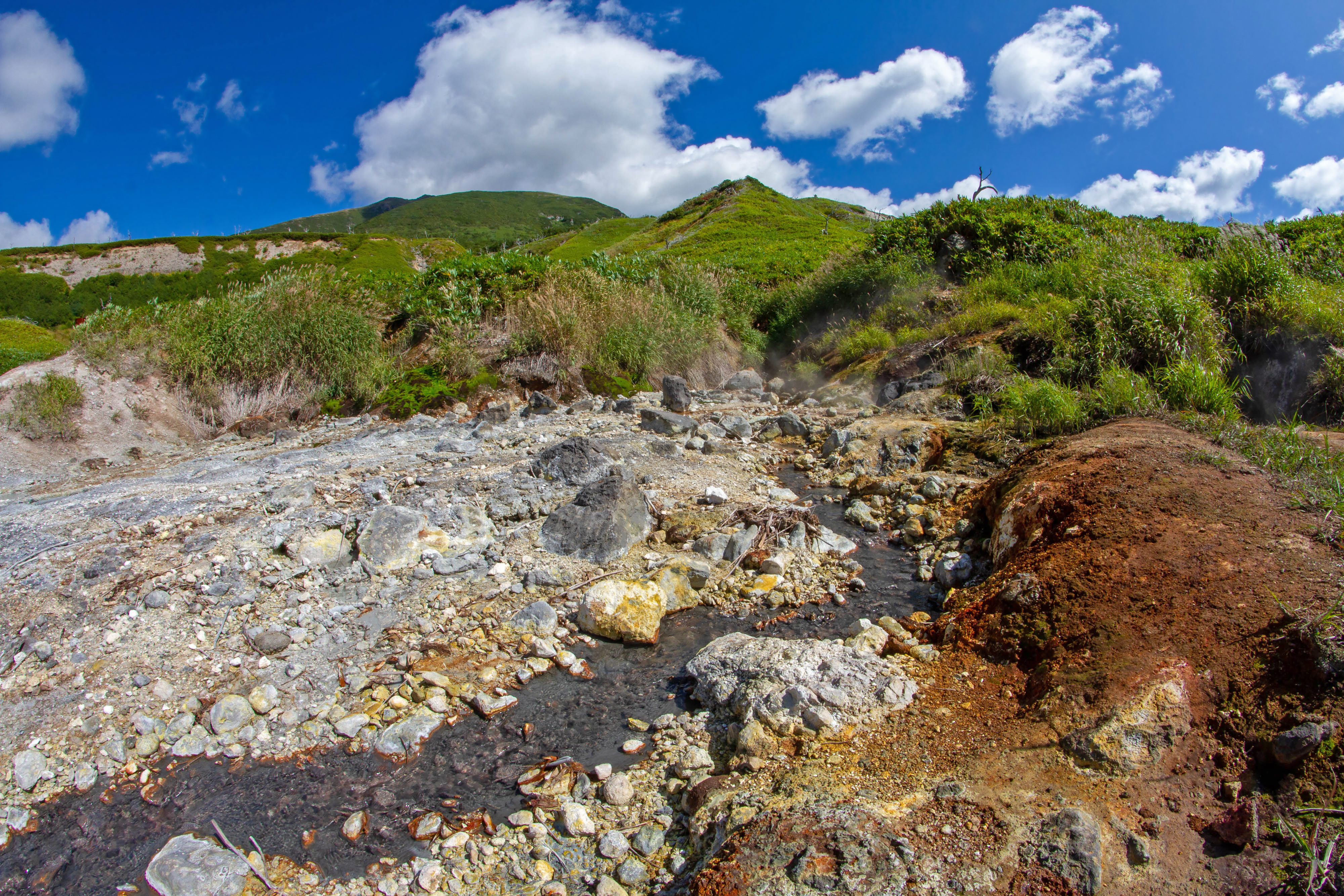
Окрестности вулкана Баранского

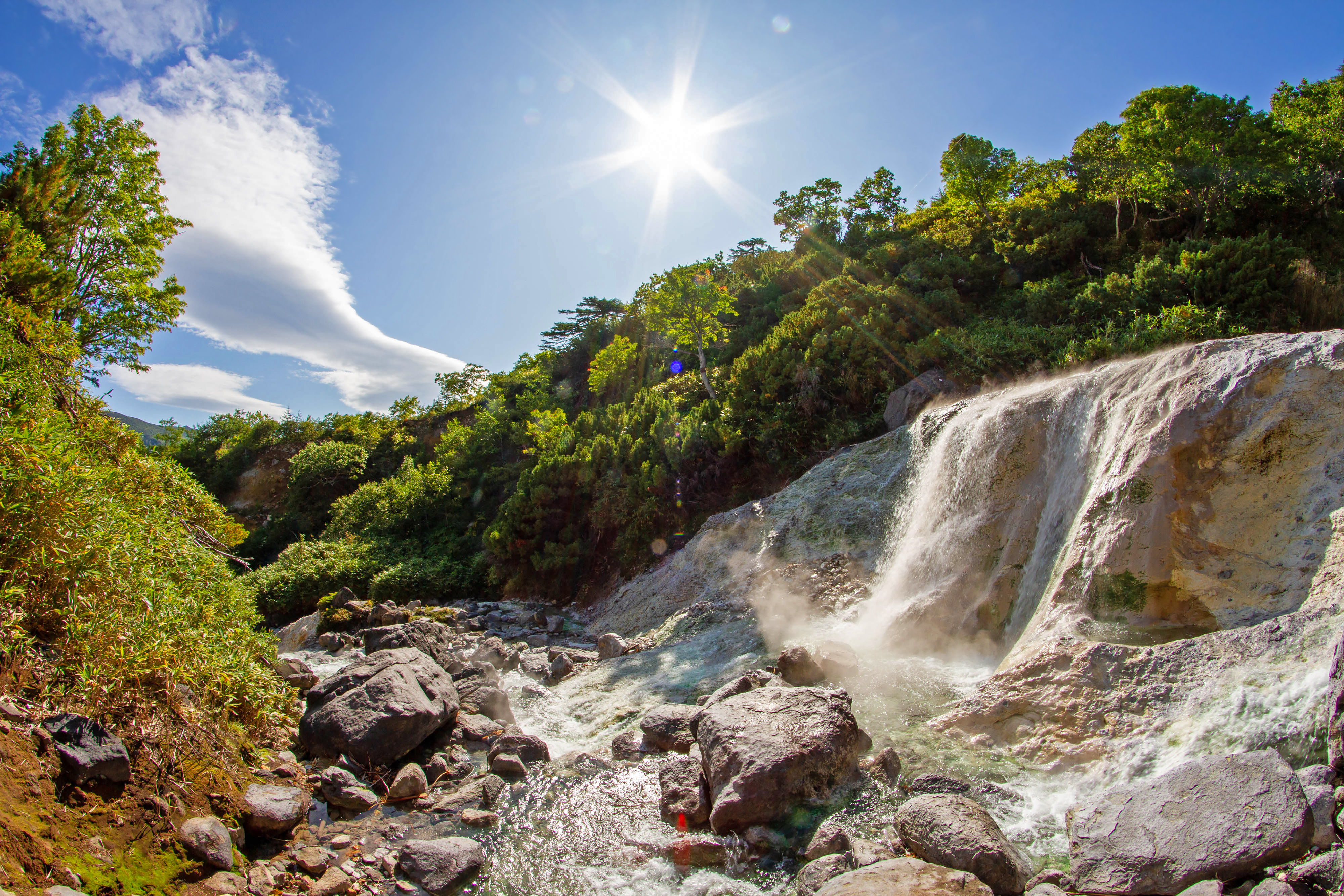
Горячие источники вулкана Баранского

## Климат
Климат острова в целом классифицируется как умеренный морской. Однако он осложнён муссонной составляющей, а также существенным различием в микроклимате между охотоморской и тихоокеанской частью. Последнее объясняется тем, что охотоморское побережье согревают тёплые воды течения Соя, тихоокеанское побережье заметно холоднее. На охотоморском побережье острова меньше туманов, поэтому количество ясных и тёплых дней в году заметно выше, чем на тихоокеанском, в силу чего флора и фауна здесь богаче и разнообразней. В целом лето на острове влажное и довольно прохладное. Из-за влияния моря самым тёплым месяцем года является август, когда среднесуточные температуры достигают +14 °C. Это выше чем на Урупе, но немного прохладней чем на Кунашире. Сумма активных температур на Итурупе составляет 1350 °C по сравнению с 1700 °C на Кунашире, 1650 °C на Шикотане и 700 °C на Урупе. Зимы на острове значительно мягче чем на континенте, характеризуются частыми снегопадами и оттепелями. Благодаря огромным запасам снега в холодный период успешно выживают многие южные растения, а летом тающие снежники поддерживают оптимальное водоснабжение влаголюбивых видов. Лесовед Н. А. Попов назвал эти климатические условия «снежными субтропиками». Данное определение не получило широкого признания исследователей региона, однако некоторые источники его используют.
- Среднегодовая температура воздуха — 4,9 °C.
- Относительная влажность воздуха — 74,7 %.

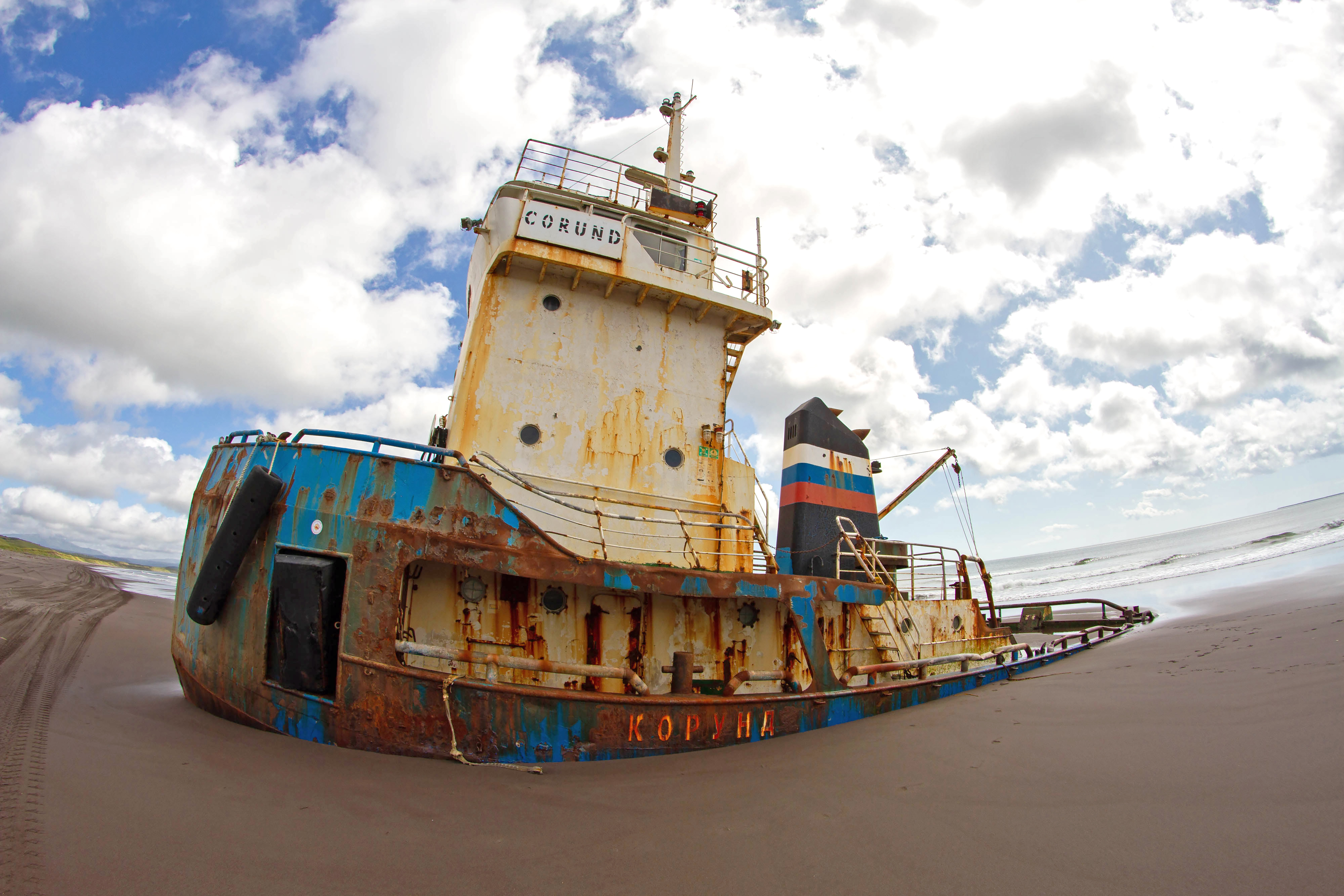
Буксир «Корунд»

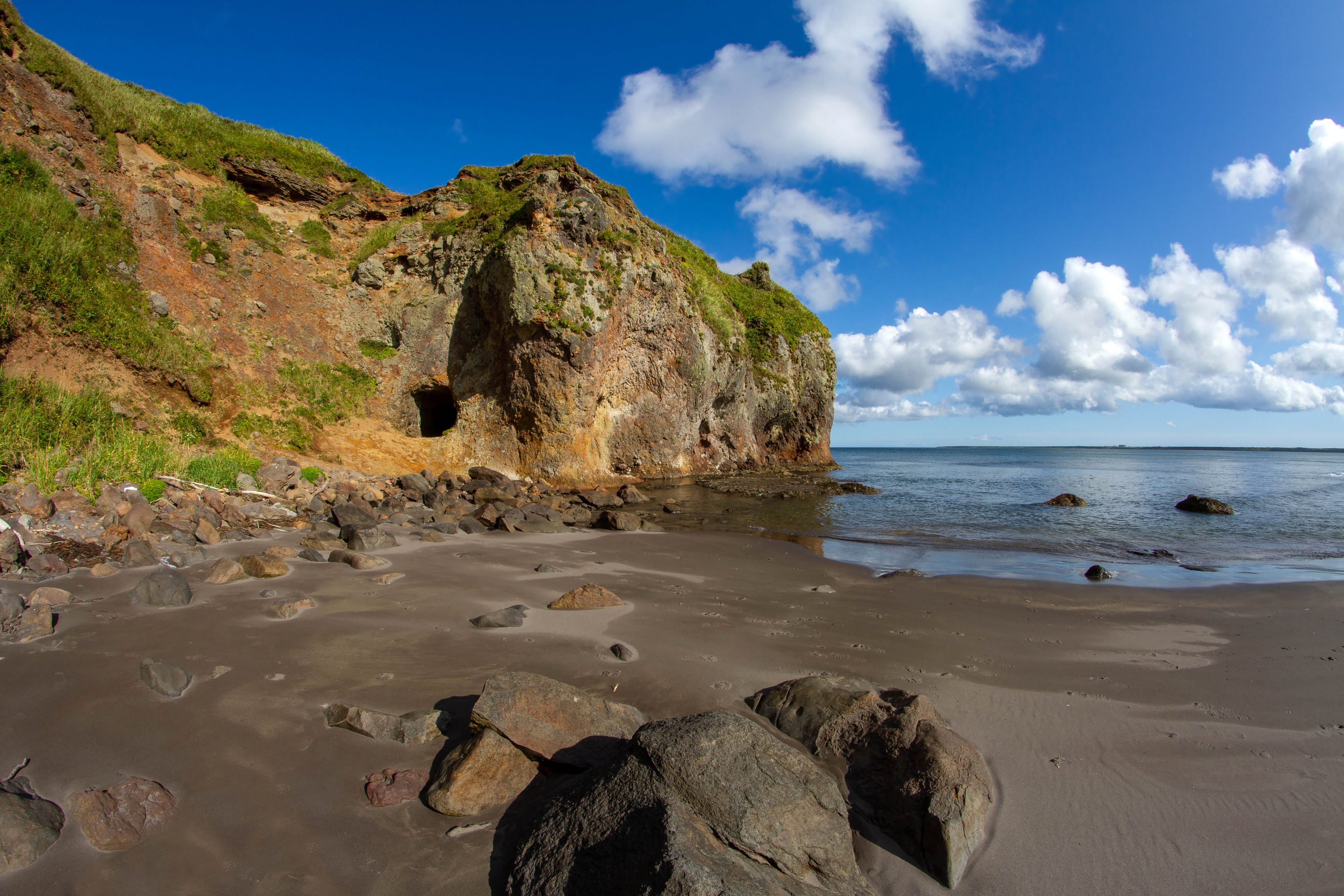
Залив Касатка

- Средняя скорость ветра — 6,9 м/с.

| Среднесуточная температура воздуха по данным NASA | Среднесуточная температура воздуха по данным NASA | Среднесуточная температура воздуха по данным NASA | Среднесуточная температура воздуха по данным NASA | Среднесуточная температура воздуха по данным NASA | Среднесуточная температура воздуха по данным NASA | Среднесуточная температура воздуха по данным NASA | Среднесуточная температура воздуха по данным NASA | Среднесуточная температура воздуха по данным NASA | Среднесуточная температура воздуха по данным NASA | Среднесуточная температура воздуха по данным NASA | Среднесуточная температура воздуха по данным NASA | Среднесуточная температура воздуха по данным NASA |
| Янв                                               | Фев                                               | Мар                                               | Апр                                               | Май                                               | Июн                                               | Июл                                               | Авг                                               | Сен                                               | Окт                                               | Ноя                                               | Дек                                               | Год                                               |
| −2,0 °C                                           | −3,7 °C                                           | −2,3 °C                                           | 1,4 °C                                            | 4,2 °C                                            | 7,7 °C                                            | 11,2 °C                                           | 13,6 °C                                           | 12,8 °C                                           | 10,0 °C                                           | 5,2 °C                                            | 0,5 °C                                            | 4,9 °C                                            |
| ------------------------------------------------- | ------------------------------------------------- | ------------------------------------------------- | ------------------------------------------------- | ------------------------------------------------- | ------------------------------------------------- | ------------------------------------------------- | ------------------------------------------------- | ------------------------------------------------- | ------------------------------------------------- | ------------------------------------------------- | ------------------------------------------------- | ------------------------------------------------- |

## История
С конца I тыс. до н. э. по II тыс. н. э. на Итурупе, равно как и на других островах Курильской гряды, а также Хоккайдо, господствовала охотская культура, которая зародилась на Сахалине.
Доисторическая эпоха описывается археологией как постепенное слияние культур — неолитической у наиболее древних насельников и более поздней, занесённой переселенцами с материка. В историческую эпоху складывается айнский этнос, культура которого господствовала на острове вплоть до середины XIX века.
В 1643 году между островами Итурупом и Урупом голландский мореплаватель Де Фриз открыл пролив, названный впоследствии его именем. Фриз присвоил острову Итуруп название Земля Штатов — в честь Генеральных Штатов, тогдашнего неофициального названия Голландии. При этом де Фриз по ошибке посчитал остров Итуруп (и, соответственно, находящийся ещё южнее Кунашир) северо-восточной оконечностью Хоккайдо (который тогда назывался Эдзо либо Мацмай), а Уруп — частью Американского континента.
С XVII века Курильские острова становятся предметом российского и японского исследования, а с XVIII — и конкурирующего освоения.
Во времена гидрографических описаний конца XVIII века остров также назывался в российских источниках как Девятнадцатый.

## Археология
- На стоянке Янкито-1 пробы угля из культурного слоя дали самые ранние для Курильских островов радиоуглеродные даты — 6980±50, 7030±130 лет и 7790—5840 лет до н. э.[55]
- Эпи-Дзёмонский ассамбляж стоянки Янкито-2 датируется возрастом примерно 2480—2050 л. н.[56]
- В 1948 году в кальдере вулкана Богдан Хмельницкий на Итурупе советский геолог Георгий Власов обнаружил и отснял образцы пиктографии. Согласно иным данным, петроглифы были обнаружены в устье реки Северный Чирип[57]. С 1979 года их расшифровкой занимался видный советский лингвист Юрий Кнорозов. В данных петроглифах проявились зачаточные формы древней письменности айнов[58].